# سیروس روشنی
سیروس روشنی (زاده ۱۳۰۶ – درگذشته دی ۱۳۶۰) پزشک و متخصص بیهوشی، قبل از انقلاب به علت پیروی از آیین بهائیت بارها مورد پیگیری و آزار و اذیت قرار گرفت اما به علت تخصص و مسئولیتش در بیمارستان به کارش ادامه داد. روشنی پس از انقلاب ۱۳۵۷ ایران، در سال ۱۳۶۰ توسط مأموران حکومت ایران دستگیر و در زمستان همان سال به اتهام جاسوسی، تیرباران شد.

## زندگی
سیروس روشنی در سال ۱۳۰۶ خورشیدی در تبریز در یک خانواده بهایی به دنیا آمد. او در نوجوانی به علت مشکلات مالی و شرایط سخت خانوادگی تحصیل را رها کرد و وارد بازار کار شد اما در ۱۷ سالگی موفق شد ۳ سال تحصیلی را در یک سال پشت سر گذاشته و سال بعد نیز دو سال تحصیلی را گذراند و وارد دانشکده پزشکی شد. سیروس در سال ۱۳۳۵ با پروین شیخ‌الاسلامی ازدواج کرد و صاحب سه فرزند شد.
او پس از فارغ‌التحصیلی در رشته پزشکی در رشته بیهوشی عمومی تخصص گرفت و در وزارت بهداشت مشغول به‌کار شد.‌‌ سیروس بعد از اشتغال بارها مورد تهدید و آزار کسانی که با آئین و مذهبش مخالف بودند قرار گرفت. در سال ۱۳۵۲ از طرف وزارت بهداشت به تهران منتقل شد و یک بار با فشار ساواک، از شغلش اخراج گردید اما به علت نیازی که به تخصصش در بیمارستان وجود داشت دوباره استخدام شد.
با پیروزی انقلاب اسلامی در بهمن ۱۳۵۷ این فشار و محدودیت با شدت بیشتری ادامه یافت به نحوی که اغلب اوقات تحت نظر پاسداران، موتورسواران و مأموران دولتی قرار داشت. حتی در محل کارش هم تحت نظر و تعقیب شبه نظامیان یود. او و خانواده‌اش بارها از سوء قصد، صحنه‌سازی‌ها و تصادفات ساختگی که توسط سپاه پاسداران طراحی شده بود نجات یافتند. او در این دوران به عضویت محفل ملی دوم بهائیان ایران درآمده بود.

### دستگیری
سیروس روشنی که تا پائیز سال ۶۰ از چند سوء قصد جان سالم به در برده بود، روز ۲۲ آذر ۱۳۶۰ در جلسه دوم محفل بهائیت همراه با کامران صمیمی، ژینوس محمودی، محمود مجذوب، جلال عزیزی، مهدی امین امین، عزت فروهی و قدرت روحانی بازداشت شد.

### اعدام
روشنی کمتر از یک ماه پس از دستگیری در دی‌ماه ۱۳۶۰ همراه با هفت تن از اعضای دومین محفل بهائیان تیرباران شدند. مدتی بعد از اعدام سیروس روشنی و دوستانش، رئیس قوه قضائیه اتهامشان را جاسوسی برای قدرتهای بیگانه و خارجی اعلام کرد و این‌گونه اعدام بهائیان شکل رسمی و قانونی به خود گرفت.

## آثار
سیروس روشنی علاوه بر تخصص پزشکی، در زمینه‌های مختلف هنری مانند ادبیات، شعر و موسیقی نیز بسیار علاقه‌مند و فعال بود. او که با دستگاه‌های موسیقی ایرانی آشنایی داشت ضمن کار با سازهای زهی (سه‌تار و سنتور…) شعر و ترانه می‌خواند. از سیروس روشنی علاوه بر کتاب شعر چندین جلد کتاب به یادگار مانده‌است.
برگ سبز، حیات بهایی، گرگ در لباس و ایام دربه‌دری از جمله آثار دکتر سیروس روشنی است.